# Cocalodes leptopus
Espèce
Synonymes
- Cocalodes melanognathus Pocock, 1897

Cocalodes leptopus est une espèce d'araignées aranéomorphes de la famille des Salticidae.

## Distribution
Cette espèce est endémique de Halmahera aux Moluques en Indonésie,.

## Description
Le mâle décrit par Wanless en 1982 mesure 8,8 mm et la femelle 10,0 mm.

## Publication originale
- Pocock, 1897 : Spinnen (Araneae). Ergebnisse einer zoologische Forschungsreise in dem Molukken und Borneo. Abhandlungen der Senckenbergischen naturforschenden Gesellschaft, vol. 23, p. 591-629 (texte intégral).